# Jean Masse (homme politique, 1868-1934)
Pour les articles homonymes, voir Masse (homonymie).
Jean Masse est un homme politique français né le 3 juin 1868 à Corbie (Somme) et mort le 20 février 1934 à Amiens (Somme).

## Biographie

### Un industriel du textile
Jean Masse est le fils d'un propriétaire de filature de laines peignées à Corbie. Il travaille avec son père plusieurs années et lui succède à la direction de l'usine, en 1913. En 1918, l'usine familiale est détruite au cours de l'offensive allemande dite « bataille du Kaiser ». En 1921, l'usine est reconstruite et reprend son activité. Néanmoins, en proie à des difficultés, Jean Masse cède son usine de 110 ouvriers, en 1928, à un certain Delrue qui cesse l'activité en 1930.
Jean Masse donne pendant deux ans des cours du soir à l'école primaire supérieure de Corbie. Il est président de toutes les œuvres post-scolaires de Corbie. Il est également juge de paix à Corbie et à Chaulnes.

### Un élu local
Élu conseiller municipal de Corbie en 1912, il devient maire de la ville en 1919 et le reste jusqu'à sa mort. Il assure la reconstruction de la ville dans les années 1920. Membre de la société des agriculteurs de la Somme et président de la délégation cantonale de Corbie, il est aussi vice-président du comité républicain du commerce, de l'industrie et de l'agriculture de la Somme. Très impliqué dans la vie associative locale, notamment dans les œuvres péri-scolaires et sportives, il dote la ville d'un stade. Il devient successivement conseiller d'arrondissement en 1919 et conseiller général du canton de Corbie en 1925 et le reste jusqu'à sa mort.

### Un élu national
Aux élections législatives de 1928, Jean Masse se présente dans la 2e circonscription d'Amiens en tant que candidat républicain de gauche indépendant, candidat d'union nationale et partisan de Raymond Poincaré. Au premier tour de scrutin, il devance le député radical sortant Georges Jourdain et le candidat communiste Louis Prot. Il est élu au second tour dans une triangulaire.
À la Chambre des députés, il s'inscrit au groupe des républicains de gauche et fait partie de différentes commissions : douanes, régions libérées, suffrage universel. 
Malheureusement son état de santé se dégradant, il ne peut exercer pleinement son mandat et sollicite de nombreux congés. Aux élections de 1932, il est battu, au second tour, par le candidat radical-socialiste, Louis Lallemant.
Jean Masse meurt à Amiens le 20 février 1934 à l'âge de 66 ans.

## Hommages et distinctions
- Officier de l'Instruction publique
- À Corbie, une rue et un stade de football, dans le quartier d’Étampes portent son nom.